# Mærket for Livet
Mærket for Livet er en amerikansk stumfilm fra 1920 af Reginald Barker.

## Medvirkende
- Barbara Castleton som Joan Carver
- James Kirkwood som Pierre Landis
- Russell Simpson som John Carver
- Richard Tucker som Prosper Gael
- Sidney Ainsworth som Jasper Morena
- Gertrude Astor som Betty Morena
- Alan Roscoe som Frank Holliwell
- Marion Colvin
- Joan Standing som Maude Upper
- Louie Cheung som Wen Ho